# Schweizerische Vereinigung für Straflosigkeit des Schwangerschaftsabbruchs
Die Schweizerische Vereinigung für Straflosigkeit des Schwangerschaftsabbruchs (SVSS, französisch Union suisse pour décriminaliser l’avortement, USPDA, italienisch Unione svizzera per decriminalizzare l’aborto, USPDA) wurde 1973 gegründet, um die zwei Jahre zuvor lancierte Eidgenössische Volksinitiative «für Straflosigkeit der Schwangerschaftsunterbrechung» zu unterstützen.

## Ziel und Zweck
Gemäss ihren Statuten setzte sich die Vereinigung «für das Recht auf freie und verantwortliche Eltern- und Mutterschaft» ein. Sie trat für die Einführung der Sexualerziehung an den Schulen und die Schaffung von Familienplanungsstellen ein, bekämpfte die Ungleichheiten, Ungerechtigkeiten und Missbräuche im Zusammenhang mit dem Schwangerschaftsabbruch sowie die gesetzliche Bestrafung der Abtreibung. Schwangerschaftsabbruch sollte jedoch ihrer Auffassung nach nur eine letzte Möglichkeit darstellen, während das erste Mittel gegen ungewollte Schwangerschaft die Empfängnisverhütung sein musste.

## Präsidentinnen
Erste Präsidentin war bis zu ihrem Rücktritt im Jahr 1977 die Journalistin Simone Hauert. 1978 bis 1984 folgte Carmen Hatz-Stauffer (welche von 1974 bis 1977 die Schweizerische Vereinigung der Freisinnig-Demokratischen Frauen präsidiert hatte). Ab 1984 bis zur Auflösung des Vereins versah Anne-Marie Rey, Gründungsmitglied und bis dahin Vizepräsidentin der SVSS, das Co-Präsidium, bis 1987 zusammen mit der Freisinnigen Doris Cohen-Dumani, 1987 bis 1993 mit Martine Dondénaz, anschliessend mit Rose Marie Chapuis.

## Chronologie
1973 wurde die SVSS durch das Initiativkomitee der Volksinitiative für straflosen Schwangerschaftsabbruch gegründet. Der Verein sollte eine politisch und bei den Frauenorganisationen möglichst breit abgestützte Trägerschaft für die Initiative und deren Anliegen schaffen.
Die augenscheinliche Chancenlosigkeit der Initiative im Parlament, bei den Medien und in der Öffentlichkeit bewegte die SVSS zu einem Kompromiss: Sie lancierte im Juni 1975 die Fristenlösungsinitiative. Diese beschränkte die Forderung nach Straflosigkeit des Schwangerschaftsabbruchs auf die ersten 12 Wochen nach Beginn der letzten Periode.
In der Tat erhielt diese zweite Initiative breite Unterstützung bei Parteien und Frauenorganisationen. Im Parlament vermochte sie jedoch keine Mehrheit zu erreichen, und in der Volksabstimmung vom 25. September 1977 wurde sie vom Volk knapp, von den Kantonen hingegen deutlich verworfen. Wesentlich schlechter schnitt der Gegenvorschlag von Bundesrat und Parlament, der eine soziale Indikation vorsah, in der Referendumsabstimmung vom März 1978 ab. Er wurde sowohl von progressiver Seite, an vorderster Front auch von der SVSS, wie auch von den Konservativen bekämpft. Im Vorfeld der Abstimmung realisierte die Filmgruppe Schwangerschaftsabbruch den Dokumentarfilm Lieber Herr Doktor, der Einblick in die damaligen Debatten gibt.
Versuche der SVSS in den 1980er Jahren, eine neue Initiative zu lancieren, scheiterten, weil nicht genug Unterstützung zu mobilisieren war. Die Vereinigung konzentrierte sich daher auf die Bekämpfung der von konservativer Seite lancierten Volksinitiative «für das Recht auf Leben». Dieser Vorstoss wurde denn auch 1985 vom Stimmvolk abgelehnt.
Von 1979 bis 1995 betrieb die SVSS das HELP-Schwangerschaftsberatungstelefon, an welchem freiwillige Mitarbeiterinnen Auskünfte erteilten und Adressen von Ärztinnen/Ärzten und Beratungsstellen vermittelten.
Auf Anregung der SVSS reichte Nationalrätin Barbara Haering (SP) 1993 eine Parlamentarische Initiative für die Revision des Strafgesetzbuches im Sinne einer Fristenregelung ein. Mit intensiver Lobbyarbeit der SVSS im Parlament während neun Jahren gelang es schliesslich, der Fristenregelung zum Durchbruch zu verhelfen, allerdings mit einigen Kompromissen. Dabei konnte vermieden werden, dass der von der Christlichdemokratischen Volkspartei (CVP) eingebrachte Antrag, nach deutschem Vorbild vor dem Schwangerschaftsabbruch eine obligatorische Beratung und Bedenkzeit vorzuschreiben, eine Mehrheit fand.
Parallel zur Arbeit im Parlament führte die SVSS ab 1989 eine Kampagne für die Zulassung der «Abtreibungspille» Ru 486 (Mifegyne) in der Schweiz. Die Kampagne war nötig, weil Abtreibungsgegner massiv gegen die Zulassung des Medikamentes mobil machten. Mifegyne wurde 1999 zugelassen und fand rasch breite Anwendung in den Spitälern und bei den Gynäkologen. 2007 wurden 57 Prozent aller Schwangerschaftsabbrüche in der Schweiz mit dieser medikamentösen Methode durchgeführt.
1998 lancierte der von konservativ-christlichen Kreisen gegründete Verein «Schweizerische Hilfe für Mutter und Kind» eine Volksinitiative, quasi als Gegenvorschlag zur Fristenregelung. Die Initiative verlangte, der Bund müsse das Leben des ungeborenen Kindes schützen, und ein Schwangerschaftsabbruch sei nur noch bei akuter körperlicher Lebensgefahr für die Schwangere zuzulassen. Die SVSS erweiterte ihre Öffentlichkeitsarbeit, um gegen diesen Vorstoss zu mobilisieren. 
Im März 2001 wurde die Fristenregelung schliesslich vom Parlament verabschiedet. Von konservativ-christlicher Seite wie auch von der CVP wurde gegen die Gesetzesrevision das Referendum ergriffen. In einer breiten Koalition mit Parteien, Frauen-, Jugend- und Fachorganisationen führte die SVSS den Abstimmungskampf. In der Volksabstimmung vom 2. Juni 2002 wurde die Fristenregelung mit 72,2 Prozent der Stimmen angenommen, die Initiative «Für Mutter und Kind» mit 81,8 Prozent nein-Stimmen abgelehnt.
Ende 2003 hat sich die SVSS aufgelöst, nachdem sie ihr Ziel mit der erfolgreichen Volksabstimmung über die Fristenregelung erreicht hatte.